# Zygonyx speciosa
Zygonyx speciosa is een libellensoort uit de familie van de korenbouten (Libellulidae), onderorde echte libellen (Anisoptera).
De wetenschappelijke naam Zygonyx speciosa is voor het eerst geldig gepubliceerd in 1891 door Karsch.